# 岩本勉のまいどスポーツ
『岩本勉のまいどスポーツ』（いわもとつとむのまいどスポーツ）は、文化放送で2006年3月27日から2024年3月25日に放送していたスポーツ情報番組である。

## 概要
- 日本ハム一筋16年の元投手で、文化放送ほか各局でプロ野球解説者として活躍する岩本を迎えて送る、スポーツ情報番組。プロ野球が話題の中心となるが、他の競技の話題も取り上げ、選手へのインタビューなども数多く放送していた。

- 基本的には文化放送のスタジオから生放送だが、同局のプロ野球中継でおなじみの埼玉西武ライオンズの春季キャンプ開催地や、同局で日曜日に中継の機会がある競艇場からなど、スタジオ以外からの放送も状況に応じて行われている。岩本のスケジュールによっては録音もしくは岩本は電話での出演になる場合もある。一度北海道の局の西武ドームでのデーゲーム中継後に文化放送のスタジオに移動後出演予定が、数分間に合わなかったということもあった。

- スポーツ情報が主軸の番組ではあるが、スポーツとは無縁の投稿を募集して紹介するコーナーがあった。

- オープニングテーマは、DOPING PANDA『MIRACLE』であった。

- エンディングテーマは放送800回を迎えた2021年12月13日より、MCサムちゃんがTRFのSAMによる「Dancing日本!!プロジェクト」応援ソングとして楽曲制作した『Dancing日本!!』（だんしんぐにっぽん）の岩本勉＆MCサムちゃん歌唱バージョンが使用された。

- 2024年度の同スポーツ情報番組は、『かわのをとや スポーツの巣』に引き継がれたが、2025年3月24日をもって放送を終了。この番組の終了をもって、長年設けられていたスポーツ情報番組は廃枠になった。2025年度は、『文化放送ライオンズナイター』で中継がない日に放送される『堀口文宏のラジオフルスイング』が事実上の後番組になっている。

## 出演者
- 岩本勉（元・北海道日本ハムファイターズ投手、野球評論家[1]）
- 久保朱莉（文化放送アナウンサー） 2023年10月2日 -

### 過去の出演者

#### アシスタント
- 藤木千穂 ※ 開始 - 2007年1月28日（部署異動により降板）
- 松島茂 ※ 2007年2月4日 - 2019年11月25日（病気療養により降板、在職中の2020年2月に死去）
- 濱本りか ※ 2009年4月5日 - 2010年7月26日（退社により降板）
- 野口綾子（タレント） 2010年10月10日 - 2011年4月3日（結婚のため降板）
- 上遠野紗織（フリーアナウンサー） 2011年4月4日 - 2012年4月1日（結婚と夫の海外転勤のため降板）
- 野口逢里（女優、タレント） 2012年4月2日 - 2016年3月21日
- 八木菜緒 ※ 2016年4月4日 - 2018年3月26日（退社により降板）
- 長麻未 ※ 2018年4月2日 - 2020年9月28日（退社により降板）
- 山田弥希寿 ※ 2020年10月5日 - 2022年3月21日（番組担当異動により降板）
- 舘谷春香（フリーアナウンサー、元・文化放送アナウンサー）2022年3月29日 - 2023年9月25日

※は放送当時、文化放送アナウンサーだった人物。番組開始から濱本の就任前（ - 2009年3月）、濱本の退任から野口綾子の就任前（2010年8月・9月）、松島の降板以降から現在（2019年12月 - ）は、岩本との2名体制での放送。

#### HAKONEキャンパスレポート担当
- 田原彩香 （2008年度） 11月16日 - 2009年1月4日
- ブリドカット・セーラ・恵美 （2009年度） 11月15日 - 2010年1月3日

## 放送時間
- 毎週月曜日17:45 - 18:30（2022年3月29日 - ）

過去
- 4月 - 9月のナイターシーズン（いずれも文化放送のみ放送）
  - 毎週月曜日17:57 - 18:30（2010年度まで）
  - 毎週月曜日18:00 - 18:30（2011・2012年度）
  - 毎週月曜日18:00 - 18:50（2013年シーズン前半の4月 - 6月）
  - 毎週月曜日18:00 - 18:35（2013年シーズン後半の7月 - 9月）
- 10月 - 3月のナイターオフシーズン
  - 毎週日曜日17:55 - 19:00（2012年度まで、NRNネット枠は18:00 - 19:00）
  - 毎週月曜日18:00 - 18:30（2013年度、文化放送のみ放送）
- 通年期（いずれも文化放送のみ放送）
  - 毎週月曜日18:00 - 18:30（2014・2017・2018・2019年度の全期間、2015年・2016年の4月 - 6月）
  - 毎週月曜日18:00 - 18:35（2015・2016年の7月 - 9月）
  - 毎週月曜日17:55 - 18:30（2020年度の全期間、2021年の4月 - 9月）
  - 毎週月曜日17:50 - 18:30（2021年10月 - 2022年3月）

### ネット局
2012年まではオフシーズンのみ、NRNネット番組となっていた。ラジオ大阪を除いて、19時台には「ラジオふるさと便」をネットするため、18:00から20:00までの2時間は文化放送の番組が並んでいた。
- ラジオ大阪（2006年、途中飛び降りでネットしていた）
- IBC岩手放送（2009、2010年にネット）
- 山梨放送（2010年にネット）
- 北日本放送（2010 - 2012年にネット）
- 山口放送（同上）
- 四国放送（2011、2012年にネット）

### 補足
- 4月から9月のシーズン期間（通年期を含む）は文化放送ライオンズナイターの中継枠内の定時番組であるため、月曜日に、埼玉西武ライオンズの試合がある場合は休止。または、予備日以外の試合のない火 - 金曜日の同じ放送時間に振り替えて放送していた。この措置は当番組に限らず月曜日の17:45 - 21:00に放送される、全ての定時番組共通である [3]。
- 2006年10月から2007年3月までの日曜日18:00 - 18:30はラジオ大阪にもネットしていた（この時間枠は聖教新聞社の提供）。同年4月から2009年9月までは通年で文化放送のみでの放送、オフシーズンはベースボール・マガジン社の一社提供となっている。
- 2009年のオフシーズンは、IBCラジオへネット。2010年オフシーズンからは、JRN（TBSラジオ）が同時間帯の全国ネット番組を設定しないため、本番組をネットする局がさらに増加した。17:55からの5分間は文化放送のみで、2009年のみは翌週のスポーツの予定を紹介していたが、2010年からは出演者3人によるゲーム対決に充てられている（同年は「まいどスポーツ 山手線ゲーム」、2011年は「クイズ速Q勝負」、2012年は「まいどマンクイズ」）。ネット局が飛び乗る18:00の時報後にテーマ曲を出して、オープニングトークに入る形式となっていた。
- また、日本シリーズもしくは特別番組放送の場合は休止するが、2007年12月2日は北京オリンピックアジア地区最終予選星野ジャパン代表試合実況中継放送の場合、18:35で放送終了となった。文化放送で休止となった場合、ネット局向け裏送りが行われるケース（実例：2010年11月7日、IBC岩手放送と山梨放送の2局で放送）と、各ネット局が別の特番で穴埋めするケースに分かれる（実例：2010年10月31日）。なお、2011・2012年のネット局はいずれも日本シリーズ中継を行ったため、当然ながら裏送り分の制作は行われなかった。
- そのほか、国政選挙当日と重なった場合には、開票速報番組ならびにA&G枠各番組の放送を優先するため、文化放送は18:30で飛び降りて、以降をネット局向けの裏送りとすることがある（2012年12月16日が該当）。
- 毎年4月の第一週は、改編期のため、日曜と月曜に2日連続放送する。逆に、毎年10月の第一週には2週近く、放送間隔が空くことがある。2010年はこれを回避するため、西武戦のない10月1日の金曜日に、ライオンズナイター枠を丸々使ったスペシャル版を放送する予定であったが、パ・リーグ3位争いのかかった「ロッテ×オリックス」の中継が急遽行われたため、結局、2週空いてしまった。
- 岩本と野口綾子はGAORAで、同年から放送されていた『月刊ファイターズTV』でも共演（岩本がコメンテーター、野口は進行役）していた。
- シーズン中の放送は同年まで、18:00の時報が入らない。2011年以降は番組開始が18:00になったため、時報が入るようになった。2020年から2021年9月までは2012年オフシーズン以来の17:55からの開始（後述）になったため、5分間でスポーツニュースを挿入し18:00の時報後にテーマ曲を出して、オープニングトークに入る形式となった。
- 2011年の場合、6月末から7月にかけて埼玉西武ライオンズ戦の平日過密日程に伴い、シーズン中の日曜日に本番組を移動せざるを得ない状況となった（このため『文化放送ホームランナイター』の中継カードが一部、文化放送では放送されない状況も生じた。実例：7月3日、24日）。
- 2012年も、6月末から7月にかけて埼玉西武ライオンズ戦の平日過密日程に伴い、シーズン中の日曜日に本番組を移動せざるを得ない状況が生じた（実例：7月1日）。
- 2013年は、4月改編で開始した日曜18時台のレギュラー番組『キニナル』を通年放送することになったため、本番組は10月から、月曜18時台の通年放送となった。これにより、本番組は関東ローカルとなり、日曜18時台のNRNネット枠は廃止となった。
- 同年のオフシーズンは『文化放送スポーツスクエア SET UP!!』の月曜版という扱いで放送される。ただし、2019年までは『ライオンズエクスプレス』を別番組とした18:00開始の編成は従来通りだった。
- 2018年6月25日放送のみ、18:45からの15分間『延長戦』と題しリスナーからメールに答える時間を新たに設け、『片山右京 DREAM REVIEW』を内包する形の1時間枠で放送した。これは、『就職戦士ブンナビ!』の同年度の放送が前週で終了し、その後番組『らくごのデンパ』の開始が翌週となるためで、つなぎ番組としての編成であった。
- 2020年2月24日・3月2日放送分は2月23日に死去した松島の追悼特番として編成。死去翌日の24日放送分冒頭で当時のアナウンス部長・太田英明と先輩の長谷川太が出演し松島の訃報をこの番組で初めて伝え、岩本や長、後輩の高橋将市、ゲストのえのきどいちろう [4]と柏原竜二、電話出演の東尾修が松島にまつわる想い出やエピソードを語ったほか、最後の実況となった2019年10月22日の日本シリーズ第3戦など松島の実況音声を放送した。この番組を報告の最初の場としたのは松島が出演者としてだけでなく、プロデューサーとしても番組を支えた功績があったためである。放送中のスタジオ周辺には多くの社員やスタッフが集まった [5][6]。また、岩本が解説者を務める北海道放送（HBCラジオ）をはじめとしたプロ野球の放送地域の各ラジオ局でも、松島の訃報とともにこの話題が報じられた。
- 同年3月30日からは『SDGs Voice』の開始に伴い、前枠であった『ライオンズエキスプレス』を吸収し、17:55開始となる。2021年9月27日からは『SDGs Voice』の終了により、17:50開始に拡大された。2022年3月28日からはワイド番組の編成変更に伴い、17:45開始に拡大された。
- 2024年9月5日17:45 - 20:00には復活特番『文化放送ライオンズナイタースペシャル 岩本勉のまいどスポーツ復活祭』を放送 [7]、レギュラー放送末期同様、久保朱莉がアシスタントを務めた他、高橋将市と増田來亜（Girls²）が出演。

## コーナー
- まいどニュースフラッシュ
  - オープニングコーナー。当日のスポーツニュースを数項目伝える。またこのコーナーの前後で、直近1週間のスポーツ界の話題についても触れることが多い。
- 今週のBIG BOSS 新庄報
  - 2022年3月28日から新設。北海道日本ハムファイターズと新庄剛志監督（BIG BOSS）の一週間の試合、采配を岩本が分析する。BGMは新庄の選手時代の登場曲である、オジー・オズボーンの「Crazy Train」。
  - 10月3日までは毎週放送していたが、オフシーズンとなったため、11月7日放送予定分から毎月原則として第1月曜日放送予定。同10月10日から第1週以外は「おしえてガンちゃん」と題した、お便りコーナーを放送する。
- ちふれグループpresents　GO！エルフェン　翔んでなでしこ
  - 元々は、2020年春から、館谷がQRアナウンサー時代に担当していた『スポスタ☆MIX ZONE』、『シャングリラ』と、日曜夕方の番組で放送されていたものを、曜日移動で2022年3月28日から開始。18時20分頃から放送。
  - ちふれ化粧品（本部:川越市）がスポンサーとなっている、WEリーグのちふれASエルフェン狭山の試合や、チームの最新トピックス、選手インタビューなど。

以下は18時台に入ってからの週替わりコーナー。
- 生パ・リーグ情報!!略して生ッパ（旧「パッと行こうや!パシフィック・リーグ」）
  - 番組のキモとなっているコーナー。パシフィック・リーグ全体の展望についてガンちゃんが熱く語る。2007年から「生パ・リーグ情報!!略して生っパ」に改称された。
- 本日のイチオシ
  - 最近のスポーツ界をめぐる話題の中から「まいど印のイチオシ情報」を取り上げ、それに関連した専門家らをゲストに招いて深掘りする。（東京2020オリンピックや、大学3大駅伝など、ゲストなしや、取材に当たったQRスポーツアナウンサーのレポートが入ることもまれにはある）
- いらっしゃ～い
- 突撃!!ガンガンテレフォン
  - ゲストコーナー。番組開始から唯一残っているコーナー。上記2つは趣旨がほぼ同じで、前者はスタジオ、後者は電話かリモート出演となるパターンで使われる。
- ガンちゃんのすべらな〜い話
  - 球界のエンターテイナー（自称：ティナターナー）である、ガンちゃんが抽選箱『スベラズBOX』からトークテーマ（お題）が書かれた紙を引き、お題に沿ったすべらな〜い話を披露する。
- マイドラヤキクエスチョン 略してドラクエ
  - スポーツに関するクイズを番組を聴いているリスナーに3問出題、正解数に応じて、どら焼きがプレゼントされる。2009年からは、リスナーが問題を出題し、出演者が答えるシステムになる。BGMは『ドラゴンクエスト』のテーマ曲などが使われている。主に、スペシャルウイーク前後に放送される。
- まいどG大賞
  - テーマにあった話を送ってもらい、ABCDEFGの7段階で評価し、Aだと1個、評価が上がるごとに1個増え、最高評価のGだと7個のどら焼きがプレゼントされる。

### 過去のコーナー
- サッポロビールPresents まいどキュメンタリー HAKONEキャンパスレポート
  - 2008年11月16日 - 12月28日放送。箱根駅伝に出場する大学を取材する。現役女子大生が、リポートを行う。このコーナーのみ、箱根駅伝の特別協賛企業である、サッポロビールがスポンサーに付く。現在はオフ期の番組コーナー「箱根駅伝への道」として放送している。

## ゲスト出演

### テレフォンゲスト
- 広瀬哲朗（文化放送プロ野球解説者）
- 小笠原道大（出演当時、北海道日本ハムファイターズ）
- 八木智哉（北海道日本ハムファイターズ）
- 森本稀哲（同上）
- 石井貴（西武ライオンズ、生出演を含む）
- 片岡篤史（出演当時、阪神タイガース）
- 野村邦丸（文化放送アナウンサー）

### 生出演
- 金子誠（北海道日本ハムファイターズ）
- えのきどいちろう（コラムニスト）
- 千葉真子（元マラソン選手）
- 中村和裕（総合格闘家）
- 川上直子（元女子サッカー選手）
- 武藤敬司（プロレスラー）
- 棚橋弘至（同上）
- TIM（お笑いコンビ）
- 松嵜麗・渡部優衣（声優、超!A&G+『れい&ゆいの文化放送ホームランラジオ!』パーソナリティ）
- 柏原竜二（陸上競技解説者。日本の三大学生駅伝とされる出雲駅伝、全日本大学駅伝、箱根駅伝の前後にレースの展望・回顧で出演）

ほか多数

## 関連番組
- ガンちゃんの世界一面白いプロ野球の番組

北海道のHBCラジオで毎週日曜日に生放送されている岩本のレギュラー番組。
2018年よりHBCファイターズナイターの日本ハム対西武の中継で岩本の解説時に、文化放送ライオンズナイターへネットされているのを意識して、岩本が「世界一面白いプロ野球の番組」と「まいどスポーツ」の両番組を宣伝することがあった。
- 文化放送スポーツスペシャル - 2023年度下半期の18時台生放送スポーツニュースワイド番組